# Vivian Ayres
Vivian Ayres Manrique (Lima, 29 de julio de 1972) es una exfutbolista y actual directora técnica peruana. Como futbolista, se convirtió en la goleadora histórica del Club Universitario de Deportes, con el que obtuvo los títulos de los años 1996, 1997, 2001, 2002 y 2003, además de tener una destacada participación en la selección femenina de fútbol del Perú.

## Trayectoria

### Como jugadora
Vivian Ayres inició su carrera como futbolista en el club Universitario de Deportes en  1996, año en que la Federación Peruana de Fútbol dio inicio a los torneos oficiales de fútbol femenino en el Perú, obteniendo con la "U" los títulos de 1996 y 1997. Posteriormente pasó a jugar por el Sporting Cristal los años 1998 y 1999 en los que también obtuvo el campeonato. En el año 2000 jugó por el club Sport Coopsol y al año siguiente retorna a Universitario con el que obtuvo el primer tricampeonato de la historia del fútbol femenino en el Perú al alcanzar los títulos del 2001, 2002 y 2003.
En paralelo, formó parte de la selección femenina de fútbol del Perú con la cual jugó en el Sudamericano Femenino en 1998, anotando un gol contra Venezuela el 8 de marzo de 1998, cuando abrió el marcador en el minuto 20 ( Victoria 2-1). En aquel torneo Perú logró subir al podio (3er lugar).

### Como entrenadora
Con la finalidad de seguir vinculada al fútbol, ahora como entrenadora, Vivian Ayres llevó un curso de dirección técnica en la Asociación Deportiva de Fútbol Profesional y otro en la Federación Peruana de Fútbol. Tras complementar con otras capacitaciones y conseguir la licencia A de la FIFA, viajó a España para obtener una maestría en dirección de fútbol, en la Universidad Europea de Madrid. Ha trabajado como entrenadora de los equipos de futsal de Universitario, San Martín y de la Selección Peruana. En el 2023 se hizo cargo de la dirección técnica del equipo femenino de fútbol del club Deportivo Municipal.

## Clubes

### Como futbolista
| Club             | País | Año         |
| ---------------- | ---- | ----------- |
| Universitario    | Perú | 1996 - 1997 |
| Sporting Cristal | Perú | 1998 - 1999 |
| Sport Coopsol    | Perú | 2000        |
| Universitario    | Perú | 2001 - 2003 |

## Palmarés

### Como jugadora

#### Torneos de primera división
| Título                    | Club                      | País | Año  |
| ------------------------- | ------------------------- | ---- | ---- |
| Primera División Femenina | Universitario de Deportes | Perú | 1996 |
| Primera División Femenina | Universitario de Deportes | Perú | 1997 |
| Primera División Femenina | Sporting Cristal          | Perú | 1998 |
| Primera División Femenina | Sporting Cristal          | Perú | 1999 |
| Primera División Femenina | Sport Coopsol             | Perú | 2000 |
| Primera División Femenina | Universitario de Deportes | Perú | 2001 |
| Primera División Femenina | Universitario de Deportes | Perú | 2002 |
| Primera División Femenina | Universitario de Deportes | Perú | 2003 |